# Maciço Ibérico

Unidades geológicas da península Ibérica

O Maciço Ibérico, Maciço Hespérico ou Maciço Antigo é uma grande unidade geomorfológica que ocupa as partes central e ocidental da península Ibérica. O maciço forma o esqueleto geomorfológico da península, à volta do qual se distribuem as restantes unidades geomorfológicas. Situa-se na sua maior parte em território espanhol e estende-se por cerca de sete décimos do território português. As rochas predominantes são os granitos, os xistos e os afloramentos de cristas de quartzo. É constituído pelas rochas mais antigas da Península Ibérica, correspondendo a uma antiga cordilheira formada após a colisão da Laurásia com Gondwana durante o Paleozóico (orogenia hercínica). Esta cordilheira apresenta-se hoje em dia muito erodida.[carece de fontes?]